# Willem Viljoen
Pour les articles homonymes, voir Viljoen.
Willem Viljoen, né le 5 mars 1985 à Bloemfontein, est un joueur sud-africain de badminton.

## Carrière
Willem Viljoen est médaillé d'argent du double messieurs avec Dorian James et médaillé de bronze du simple messieurs aux Championnats d'Afrique de badminton en 2006. 
Aux Jeux africains de 2007, il est médaillé d'argent en double messieurs avec Dorian James et en équipe mixte.
Il est médaillé de bronze en double messieurs avec Dorian James et en double mixte avec Jade Morgan aux Championnats d'Afrique 2010.
En 2011, il remporte aux Jeux africains la médaille d'or en double mixte avec sa sœur Annari Viljoen et la médaille d'argent en équipe mixte et en double messieurs avec Dorian James ; il obtient par ailleurs aux Championnats d'Afrique trois médailles d'or (en double messieurs avec Dorian James, en double mixte avec Annari Viljoen et en équipe mixte) et une médaille de bronze en simple messieurs.
Willem Viljoen participe au tournoi de double messieurs de badminton aux Jeux olympiques d'été de 2012 à Londres avec Dorian James ; la paire sud-africaine est éliminée en phase de poules.
Champion d'Afrique du double messieurs en 2012 avec Dorian James, il obtient en 2013 et en 2014 trois médailles d'or aux Championnats d'Afrique (en double messieurs avec Andries Malan, en double mixte avec Michelle Butler-Emmett et en équipe mixte). 
Aux Jeux africains de 2015, il est médaillé d'or en double messieurs avec Andries Malan, et médaillé d'argent en double mixte avec Michelle Butler-Emmett et en équipe mixte.
Il est médaillé d'or aux Championnats d'Afrique de badminton par équipes 2016.